# Парусный линейный корабль

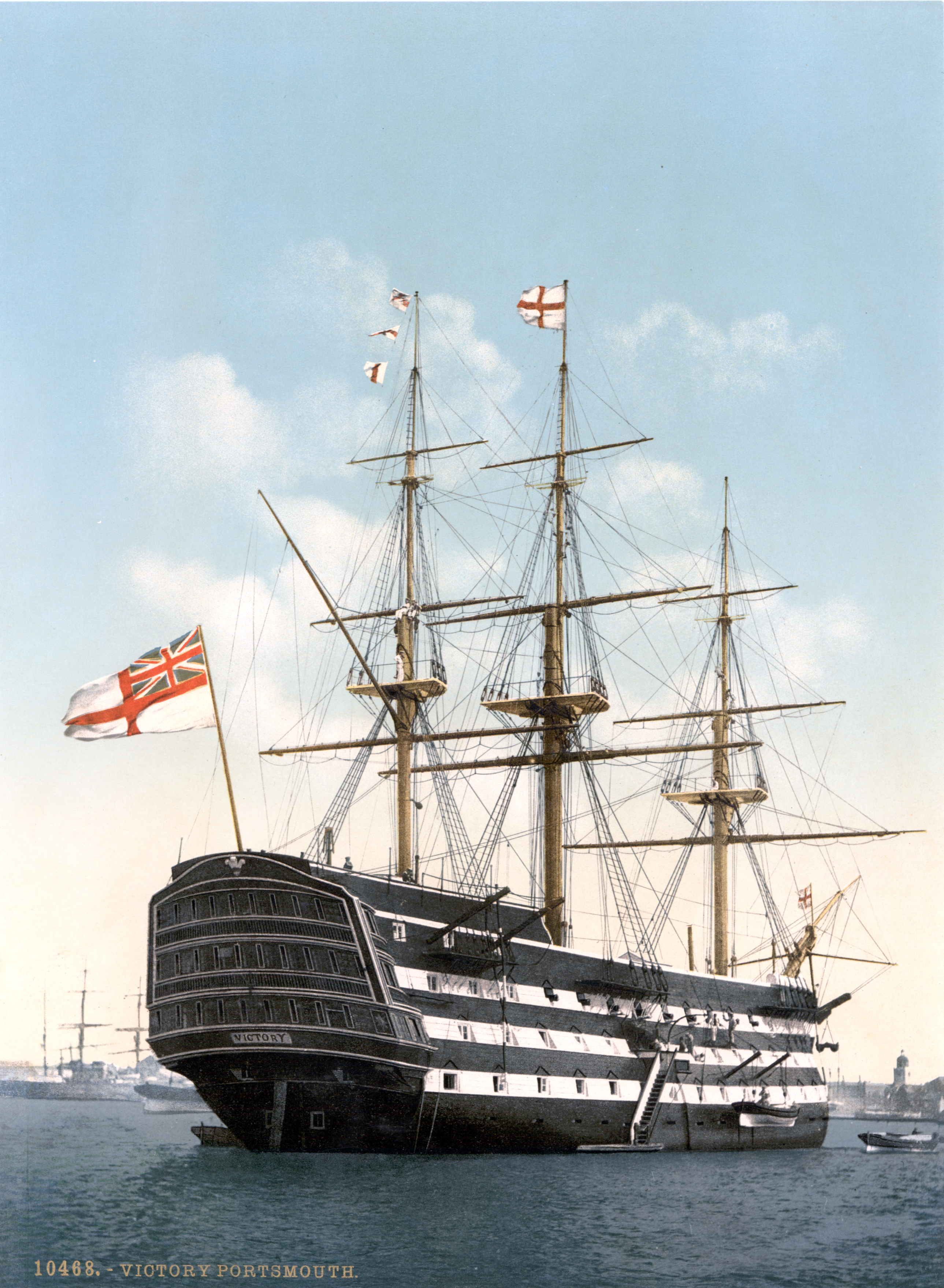
Линейный корабль HMS Victory, флагман адмирала Нельсона, на стоянке в Портсмуте.

Лине́йный кора́бль (англ. ship-of-the-line, фр. navire de ligne) — класс парусных боевых кораблей. Парусные линейные корабли характеризовались следующими особенностями: полным водоизмещением от 500 до 5500 тонн, вооружением, включающим от 30—50 до 135 орудий в бортовых портах (в 2-4 деках), численность экипажа составляла от 300 до 800 человек при полном укомплектовании. Парусные линейные корабли строились и применялись с XVII века и до начала 1860-х годов для морских боёв с использованием линейной тактики.

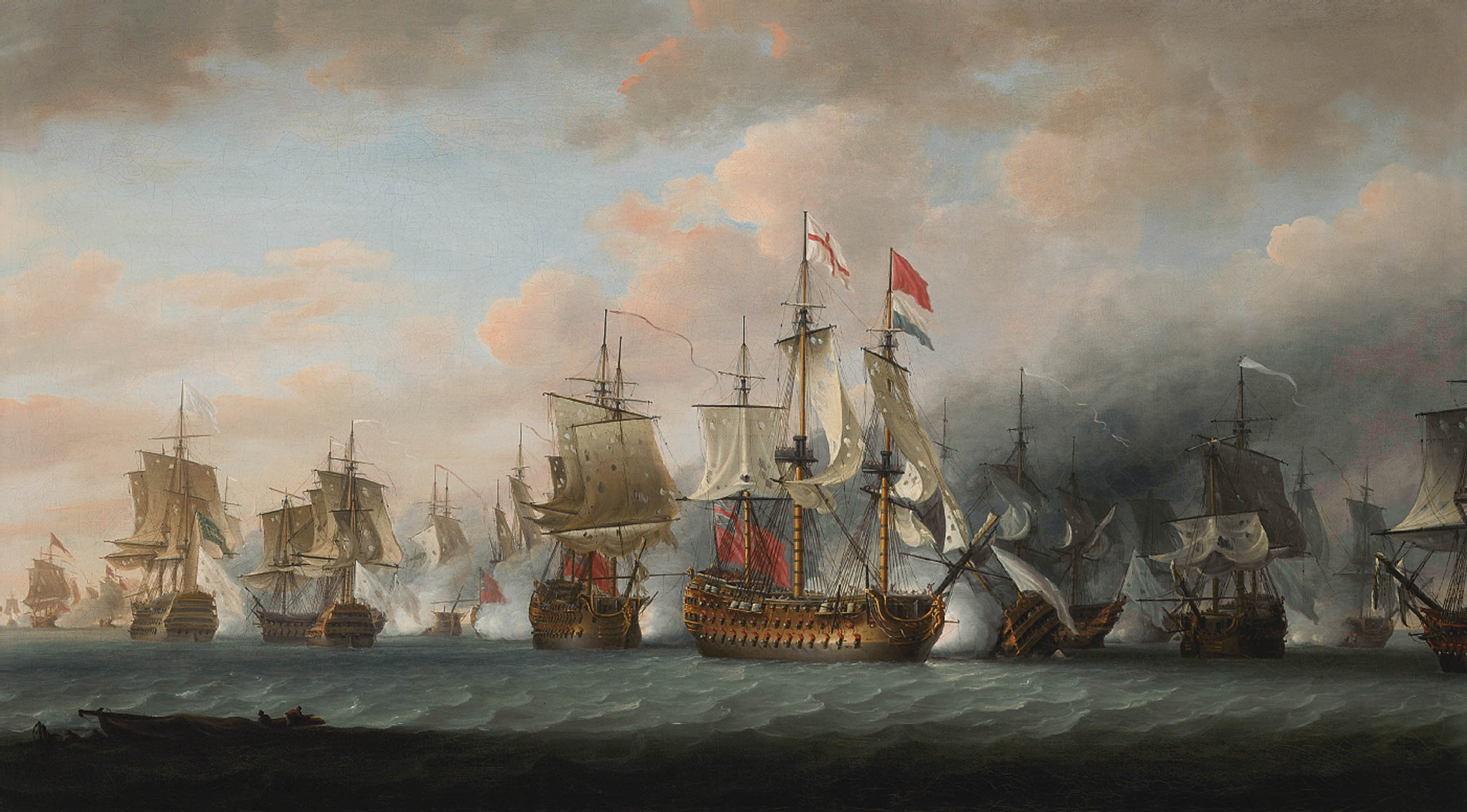
98-пушечный флагман адмирала Джорджа Б. Родни «Формидебл». Худ. Николас Покок, 1784 г.

В 1907 году линейными кораблями (сокращённо — линкорами) был назван новый класс броненосных артиллерийских кораблей водоизмещением от 20 тыс. до 64 тыс. тонн, вооружённых однотипными орудиями главного калибра и приводимых в движение паровыми турбинами. Парусные линейные корабли линкорами не назывались.

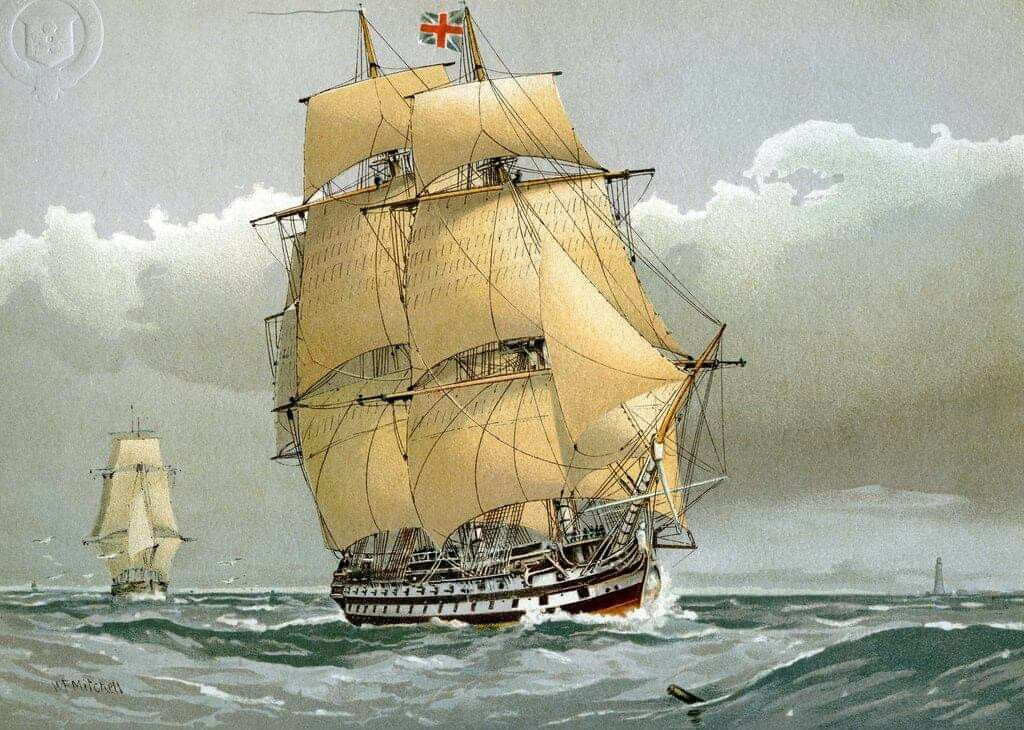
Британский линейный корабль 1794 года. Худ. Уильям Митчелл

## История

72-пушечный парусный линейный корабль 3 ранга «Корнваллис» в гавани Плимута. Худ. Освальд Уолтерс Брайерли, 1847 г.

Во времена, уже давно минувшие … в открытом море он [линейный корабль] не опасался ничего. Не было ни тени чувства беззащитности от возможных атак миноносцев, подводных лодок или авиации, ни трепетных мыслей о вражеских минах или авиаторпедах, не было по сути дела ничего, за исключением разве жестокого шторма, сноса на подветренный берег или сосредоточенной атаки нескольких равноценных противников, что могло бы поколебать гордую уверенность парусного линейного корабля в собственной несокрушимости, принятую им на себя с полным на то правом.— Оскар Паркс. Линкоры Британской Империи.

### Предыстория
К появлению линейных кораблей как основной силы военно-морских флотов привело множество связанных между собой технических достижений и обстоятельств.
Считающаяся сегодня классической технология строительства деревянных кораблей — сначала каркас, затем обшивка — сформировалась в Средиземноморском бассейне в течение I тысячелетия н. э. и стала доминировать в начале следующего. Благодаря своим преимуществам она со временем вытеснила бытовавшие до этого способы строительства начиная с обшивки: использовавшийся в Средиземноморье римский, с обшивкой, состоявшей из досок, кромки которых соединялись шипами, и бытовавший от Руси до Страны Басков в Испании клинкерный, с обшивкой внакрой и вставляющимися в готовый корпус поперечными рёбрами-усилителями. На юге Европы этот переход окончательно состоялся до середины XIV века, в Англии — около 1500 года, а в Северной Европе торговые суда с клинкерной обшивкой (хольки) строили ещё в XVI веке, возможно и позже. На большинстве европейских языков этот способ обозначался производными от слова carvel (à carvel, carvel-built, Kraweelbauweise) — вероятно, от caravel, «каравелла», то есть, изначально — корабль, построенный начиная с каркаса и с обшивкой вгладь.
Новая технология давала корабелам целый ряд преимуществ. Наличие у корабля каркаса позволяло заранее точно определить его размеры и характер обводов, что при прежней технологии становилось в полной мере очевидным лишь в процессе постройки. С тех пор и поныне корабли строятся по заранее утверждённым планам. Кроме того, новая технология позволила существенно увеличить габариты кораблей, — как вследствие большей прочности корпуса, так и ввиду снижения требований к ширине досок, используемых для набора обшивки, что позволило использовать для строительства кораблей менее качественный лес. Также снизились требования к квалификации задействованной в строительстве рабочей силы, что позволило строить корабли быстрее и в намного больших количествах чем ранее.
В XIV—XV веках на кораблях начинает применяться пороховая артиллерия, однако первоначально её в силу инерции мышления располагали на предназначенных для лучников надстройках: форкастеле и ахтеркастеле, что ограничивало допустимую массу орудий соображениями сохранения остойчивости. Позднее артиллерию стали устанавливать вдоль борта в середине корабля, что во многом сняло ограничения на массу и, следовательно, калибр орудий, однако наведение их на цель было весьма затруднено, так как огонь вели через сделанные по размеру ствола орудия круглые отверстия в бортах, в походном положении затыкаемые изнутри. Настоящие орудийные порты с крышками появились лишь к концу XV века, что открыло дорогу к созданию тяжеловооружённых артиллерийских кораблей. Правда, заряжание орудий всё ещё оставалось большой проблемой — даже во времена Mary Rose наиболее совершенные на то время дульнозарядные пушки приходилось заряжать снаружи корпуса, так как стеснённость внутреннего пространства орудийной палубы кораблей той эпохи не позволяла втаскивать их внутрь (именно из-за этого на кораблях долгое время использовали казнозарядные бомбарды, весьма ненадёжные и по характеристикам уступавшие современным им дульнозарядным пушкам). Из-за этого перезаряжание орудий в бою практически исключалось — тяжёлую артиллерию берегли для одного единственного за весь бой залпа непосредственно перед абордажной свалкой. Однако этот залп нередко решал исход всего боя.
Лишь ко второй четверти XVI века стали появляться корабли, конструкция которых допускала удобное перезаряжание тяжёлой артиллерии в ходе боя, что позволило вести огонь повторяющимися залпами с большой дистанции, не рискуя утратить возможность применять её в случае сближения на дистанцию абордажа. Так, испанец Алонсо де Чавес в труде «Эспехо де Навегантес» («Зерцало навигатора»), опубликованном в 1530 году, рекомендовал разделить флот на две части: первая сближалась с противником и вела классический абордажный бой, вторая же, действуя на флангах главных сил, изматывала его артиллерийским огнём с большой дистанции. Эти рекомендации были развиты британскими моряками и применены в ходе Англо-испанской войны.
Итак, на протяжении XVI века происходит полное изменение характера морских сражений: бывшие до этого в течение тысячелетий основными боевыми кораблями гребные галеры уступают место вооружённым артиллерией парусникам, а абордажный бой — артиллерийскому.
Массовое изготовление тяжёлых артиллерийских орудий в течение долгого времени было весьма затруднено. Поэтому вплоть до XIX века самыми крупными из устанавливаемых на корабли оставались 32…42-фунтовые (по массе соответствующего сплошного чугунного ядра), с диаметром канала ствола не более 170 мм. Но и работа с ними при заряжании и наведении была весьма осложнена из-за отсутствия механизации и сервоприводов — весили такие орудия по несколько тонн каждое, что обуславливало необходимость огромного по численности орудийного расчёта. Поэтому в течение столетий корабли старались вооружить как можно большим количеством сравнительно небольших орудий, располагавшихся вдоль борта. Вместе с тем, по соображениям прочности длина военного корабля с деревянным корпусом ограничена примерно 70…80 метрами, что ограничивало и длину бортовой батареи: несколько десятков тяжёлых орудий можно было разместить только в несколько рядов один над другим. Так возникли военные корабли с несколькими закрытыми орудийными палубами — деками — несущими от нескольких десятков до сотни и более орудий различного калибра.
В XVI веке в Англии стали использоваться литые чугунные пушки, бывшие большим технологическим новшеством благодаря меньшей стоимости относительно бронзовых и меньшей трудоёмкости изготовления в сравнении с железными, и при этом обладавшие лучшими характеристиками. Превосходство в корабельной артиллерии проявилось во время боев английского флота с Непобедимой Армадой (1588 год) и стало с тех пор определять силу флота любого государства, сделав историей массовые абордажные схватки. После этого абордаж применяется исключительно в целях захвата уже выведенного из строя огнём орудий вражеского судна. Артиллерия достигла к этому времени определённой степени совершенства, характеристики орудий более или менее стабилизировались, что позволило по количеству пушек достаточно точно определять силу боевого корабля, строить системы их классификации.
В середине XVII века появляются первые научные системы проектирования кораблей, методы математического расчета. Введённый в практику около 1660-х годов английским корабелом Энтони Дином метод определения водоизмещения и уровня ватерлинии корабля на основе его полной массы и формы обводов позволил заранее рассчитать то, на какой высоте от поверхности моря будут располагаться порты нижнего орудийного дека, и соответствующим образом располагать палубы и орудия ещё на стапеле — ранее для этого требовалось спустить корпус корабля на воду. Это позволило ещё на этапе проектирования определить огневую мощь будущего корабля, а также избежать происшествий, подобных случившемуся со шведским «Вазой» из-за слишком низкорасположенных орудийных портов. Кроме того, на кораблях с мощной артиллерией часть орудийных портов обязательно приходилась на шпангоуты. Силовыми были только шпангоуты, не перерезанные портами, поэтому была важна точная увязка их взаимного расположения.

### История появления
Непосредственными предшественниками линейных кораблей были тяжеловооруженные галеоны, каракки и так называемые «большие корабли» (Great Ships). Первым специально построенным артиллерийским кораблем иногда считается английский «Мэри Роуз» (1510) — хотя на самом деле он сохранял многие черты, говорящие об ориентации в первую очередь на абордажный бой (очень высокие надстройки-башни в носу и корме, противоабордажные сети, растягиваемые над палубой в средней части корпуса во время боя, многочисленная абордажная команда, число солдат в которой практически равнялось численности корабельных матросов) и по сути представлял собой скорее переходный тип к хорошо вооружённому артиллерийскому кораблю. Португальцы приписывают честь их изобретения своему королю Жуану II (1455—1495), повелевшему вооружить тяжёлыми орудиями несколько каравелл.

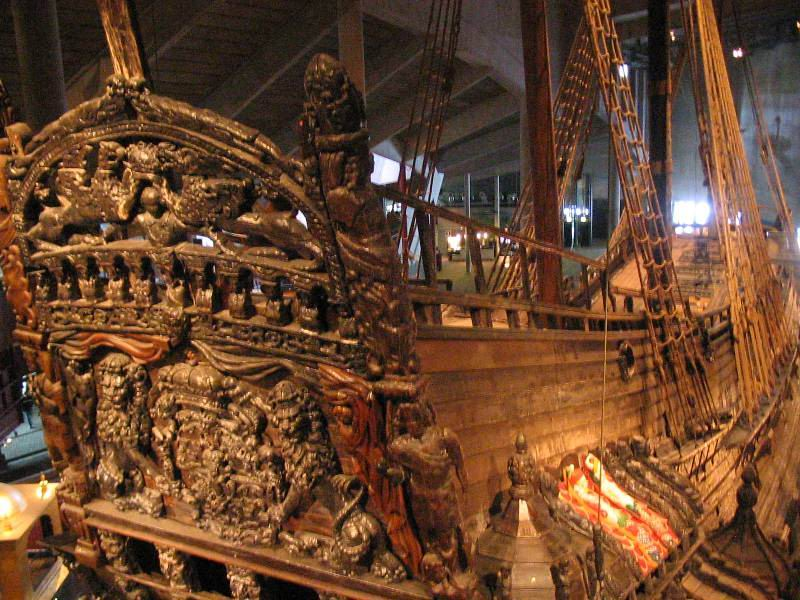
Корма шведского галеона «Ваза» (1628). Отсутствие таких надстроек на линейных кораблях привело к большей их маневренности по сравнению с галеонами.

До конца XVI—XVII века строго установленного строя в сражении не существовало, после сближения противоборствующих сторон морской бой превращался в беспорядочную свалку отдельных кораблей. Страшным оружием в таких условиях были брандеры — старые корабли, которые начиняли горючими и взрывчатыми веществами, поджигали и пускали на неприятеля.
Использовать в бою построение кильватерными колоннами стали ближе к концу XVI века, однако на его повсеместное принятие ушло не менее 100 лет (1590—1690), поскольку использование линейной тактики потребовало специфических изменений в конструкции кораблей, а также введения определённой степени стандартизации. В этот период британский Королевский флот военного времени состоял из «ядра» боевых кораблей специальной постройки и многочисленных реквизированных «торговцев». Однако вскоре выяснилось, что при линейном построении такая разнородность кораблей по мореходным и боевым качествам крайне неудобна — более слабые корабли оказывались при постановке в линию баталии «слабым звеном» цепи из-за худших ходовых качеств и меньшей стойкости к огню неприятеля. Именно тогда произошло окончательное разделение парусных кораблей на боевые и торговые, причем первые были разделены по числу орудий на несколько категорий — рангов. Принадлежность кораблей к одному рангу гарантировала их способность действовать в одном строю друг с другом.
Первые настоящие линейные корабли появились во флотах европейских стран в начале XVII века, а первым трёхпалубным (трехдечным) линейным кораблём считается 55-пушечный HMS Prince Royal (1610). За ним последовал ещё более крупный и хорошо вооружённый трёхпалубный 100-пушечный HMS Sovereign of the Seas (1637), бывший одним из самых больших (и самым дорогим) кораблём своего времени.
Линейные корабли следует отличать от фрегатов. Фрегаты имели либо только одну закрытую батарею, либо одну закрытую и одну открытую на верхней палубе. Парусное оснащение у линейных кораблей и у фрегатов было принципиально одинаковым — три мачты, на каждой из которых присутствовали прямые паруса. Изначально фрегаты уступали линейным кораблям по ходовым качествам, имея превосходство лишь в дальности плавания и автономности. Однако впоследствии улучшение обводов подводной части корпуса позволило фрегатам при той же площади парусности развивать более высокую скорость, сделав их наиболее быстроходными среди крупных военных кораблей (быстрее фрегатов были только появившиеся в XIX веке в составе некоторых флотов вооружённые клиперы, однако они были весьма специфическим типом кораблей, в целом малопригодным для военных действий). Линейные корабли, в свою очередь, превосходили фрегаты по огневой мощи артиллерии (зачастую в несколько раз) и высоте бортов (что было актуально при абордаже и, отчасти, с точки зрения мореходности), но проигрывали им в скорости и дальности крейсерского плавания, а также не могли действовать на мелководье.

### Тактика линейных кораблей
С увеличением силы военного корабля и с усовершенствованием его мореходных и боевых качеств проявился и равносильный успех в искусстве пользования ими... По мере того как морские эволюции делаются более искусными, их важность растет день ото дня. Этим эволюциям нужна была база, пункт, от которого они могли бы отправляться и к которому могли бы возвращаться. Флот военных кораблей должен быть всегда готов встретить неприятеля, логично поэтому, чтобы такой базой для морских эволюций был боевой строй. Далее, с упразднением галер, почти вся артиллерия переместилась на борта корабля, почему и возникла необходимость держать корабль всегда в таком положении, чтобы неприятель был у него на траверзе. С другой стороны, необходимо, чтобы ни один корабль своего флота не мог помешать стрельбе по неприятельским судам. Только один строй позволяет удовлетворить вполне этим требованиям, это — строй кильватера. Последний, поэтому, избран, как единственный боевой строй, а следовательно и как базис для всей тактики флота. В то же время осознали, что для того, чтобы боевой строй, эта длинная тонкая линия орудий, не мог быть поврежден или разорван в слабейшем его пункте, необходимо вводить в него только суда если не равной силы, то, по крайней мере, с одинаково сильными бортами. Логически вытекает отсюда, что одновременно с тем, как кильватерная колонна делается окончательно боевым строем, устанавливается различие между линейными кораблями, которые одни только предназначены для него, и более мелкими судами для других целей.— Альфред Т. Мэхэн

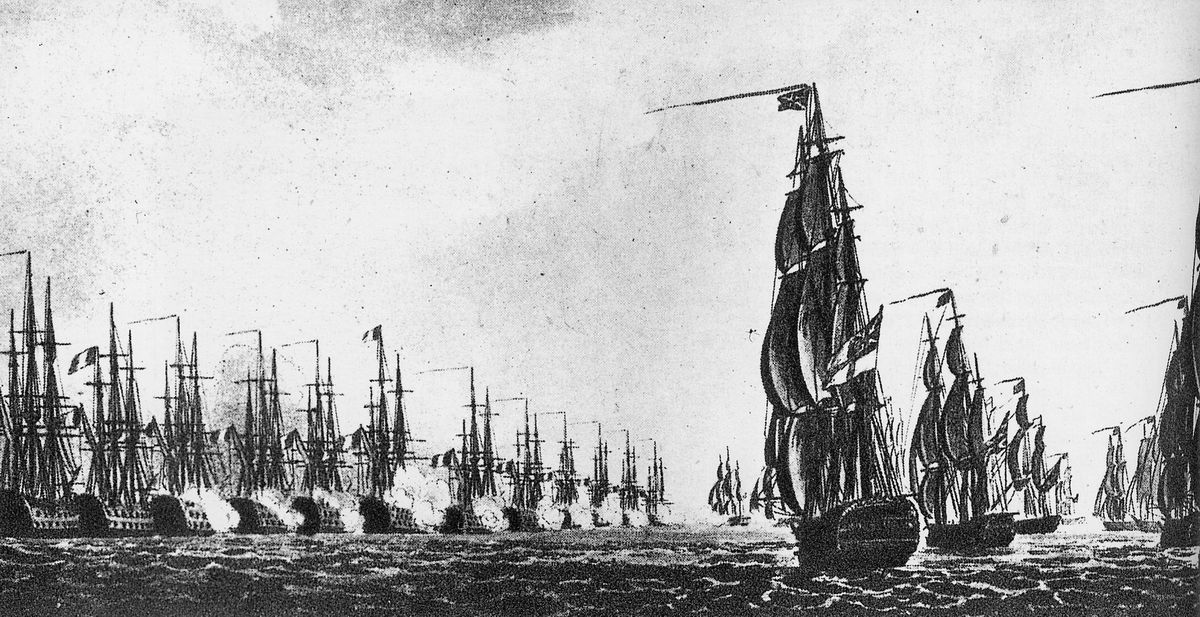
Линейная тактика в сражении при Абукире

Сам термин «линейный корабль» возник вследствие того, что в бою многопалубные корабли стали выстраивать в линию друг за другом — так, чтобы во время своего залпа быть повёрнутыми к противнику бортом, ведь наибольший урон цели наносил залп из всех бортовых орудий. Такая тактика называлась линейной. Построение в линию во время морского боя впервые стало применяться флотами Англии, Испании и Голландии в начале XVII века и считалось основным вплоть до середины XIX. Линейная тактика также неплохо защищала ведущую бой эскадру от атак брандерами.
В ряде случаев флоты, состоящие из линейных кораблей, могли варьировать тактику, часто отступая от канонов классической перестрелки двух идущих параллельными курсами кильватерных колонн. Так, при Кампердауне англичане не смогли выстроиться в правильную кильватерную колонну и атаковали голландскую линию баталии строем, близким к строю фронта с последующей беспорядочной свалкой, а при Трафальгаре атаковали французскую линию двумя идущими наперерез колоннами, грамотно использовав преимущества продольного огня, наносящего не разделённым поперечными переборками деревянным кораблям страшный урон (при Трафальгаре адмирал Нельсон применил тактику, разработанную адмиралом Ушаковым). Хотя это и были из ряда вон выходящие случаи, всё же, даже в рамках общей парадигмы линейной тактики у командующего эскадрой нередко оставалось достаточное пространство для смелого манёвра, а у командиров кораблей для проявления собственной инициативы.

### Особенности конструкции и боевые качества
Хотя в сравнении с цельнометаллическими кораблями последующих эпох деревянные линейные корабли были сравнительно невелики, тем не менее они представляли собой сооружения впечатляющих для своего времени масштабов. Так, общая высота грот-мачты флагмана Нельсона «Виктори» (1765), имевшего длину 57 м, составляла примерно 67 м (выше 20-этажного дома), а самая длинная рея достигала в длину 30 м, или почти 60 м с выдвинутыми лисель-спиртами. Разумеется, все работы с рангоутом и такелажем производились исключительно вручную, что требовало огромного — до 1000 человек — экипажа.

Разрез трёхпалубного линейного корабля:
1 — погреб боеприпасов, 2 — крюйт-камера, 3 — заряды, 4 — ватерлиния, 5 — выстрел, 6 — пушка с такелажем, 7 — верхняя палуба

Дерево для постройки линейных кораблей (обычно дуб, реже тик или красное дерево) отбиралось самым тщательным образом, вымачивалось (морилось) и высушивалось в течение ряда лет, после чего тщательно укладывалось несколькими слоями. Обшивка борта была двойной — внутри и снаружи от шпангоутов. Толщина одной только наружной обшивки на некоторых линейных кораблях достигала 60 см у гондека (у испанского Santisima Trinidad), а общая толщина внутренней и наружной — до 37 дюймов (то есть около 95 см). Англичане строили корабли со сравнительно тонкой обшивкой, но часто расположенными шпангоутами, в районе которых общая толщина борта у гондека достигала 70-90 см сплошного дерева. Между шпангоутами суммарная толщина борта, образованная только двумя слоями обшивки, была меньше и достигала 2 футов (60 см). Французские линейные корабли для большей скорости строились с более редкими шпангоутами, но более толстой обшивкой — в сумме до 70 см между шпангоутами.
Для защиты подводной части от гнили и обрастания на неё накладывали наружную обшивку из тонких планок мягкого дерева, которую регулярно меняли в процессе тимберовки в сухом доке. Впоследствии на рубеже XVIII—XIX веков в тех же целях стала использоваться обшивка медью.

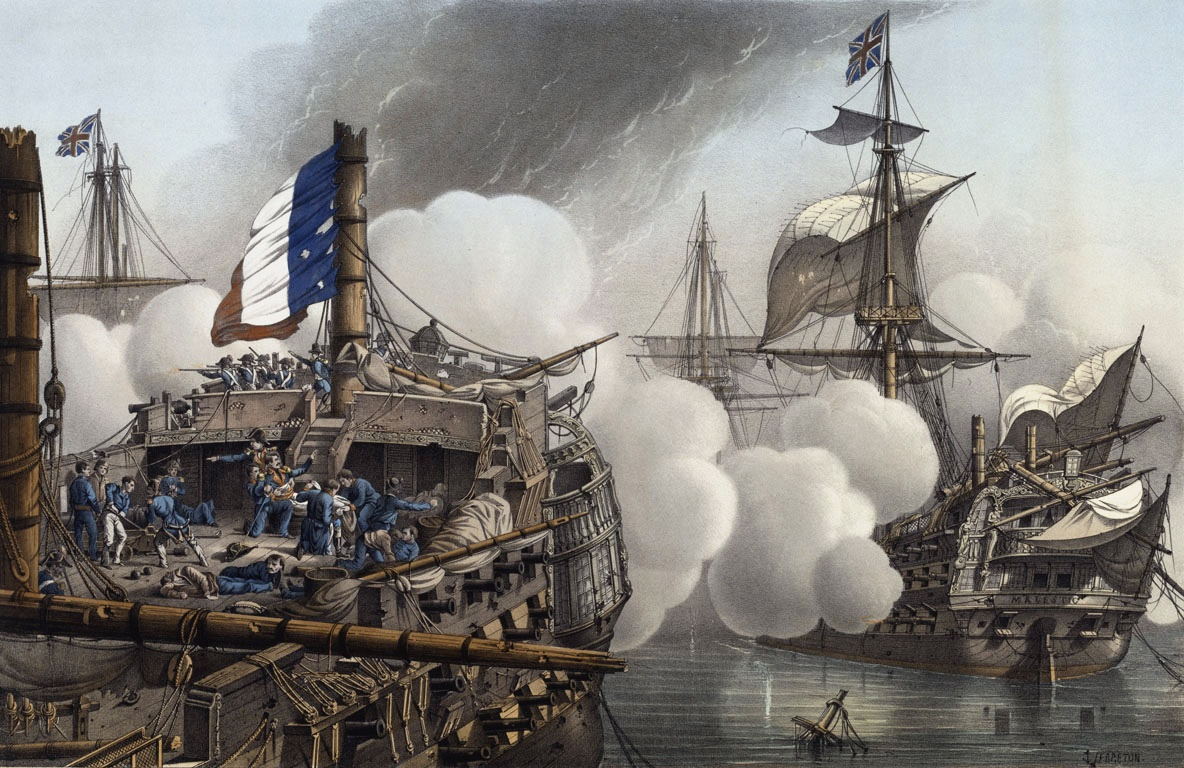
Хотя деревянные линейные корабли и не были неуязвимы для пушечных ядер, они обладали колоссальной боевой живучестью. Их сражения нередко носили нерешительный характер, продолжаясь вплоть до сдачи одного из противников или полного уничтожения экипажа. Иллюстрация изображает эпизод битвы на Ниле, незадолго до сдачи французского линейного корабля «Тоннант».

Даже при отсутствии настоящей железной брони линейные корабли всё же были в какой-то мере и на определённом расстоянии защищены от огня противника, кроме того:
…деревянные парусные [линейные] корабли и фрегаты по тогдашним наступательным средствам обладали в высокой степени качеством живучести. Они не были неуязвимы, большая часть ядер пронизывала их борта, тем не менее недостаток неуязвимости восполнялся у них живучестью. Повреждение двух-трех рей и парусов не лишало корабль способности управляться. Повреждение двух-трех десятков орудий не мешало остальным продолжать артиллерийский огонь. Наконец, управление всем судном производилось людьми без посредства паровых машин, и не было таких приборов, подбитие или повреждение которых делает корабль негодным для боя…— С. О. Макаров. Рассуждения по вопросам морской тактики.
В бою они обычно выводились из строя стрельбой по рангоуту, поражением экипажа или пожаром, в некоторых случаях — захватывались абордажной командой после исчерпания возможностей к сопротивлению, и в результате переходили из рук в руки в течение десятков лет, пока не становились жертвой пожара, сухой гнили или жучка-древоточца. Потопление линейного корабля в бою было делом редким, поскольку затопление водой через расположенные обычно выше ватерлинии сравнительно небольшие пробоины от ядер было невелико, и имевшиеся на корабле помпы с ним вполне справлялись, а сами пробоины прямо во время боя заделывались изнутри — деревянными пробками, или снаружи — матерчатым пластырем.
Так, в Гогландском сражении 1788 года русский линейный корабль «Владислав» получил сотни попаданий, включая 34 подводные пробоины, в результате чего лишился хода и способности продолжать бой, но при этом уверенно держался на плаву. В ходе сражения в Наваринской бухте 1827 года флагман русского флота «Азов» только в корпус получил 153 попадания, включая 7 подводных пробоин, но при этом даже не утратил боеспособность, а всего через несколько дней после боя совершил благополучный переход на Мальту.
Именно по этой причине военные корабли долгое время, до самого появления металлической брони, практически никогда не строили из железа, которое, обеспечивая большую прочность корпуса, нисколько не защищало от ядер, которые при попадании в железный борт давали множество очень опасных осколков со рваными краями. Впрочем, даже первые броненосцы имели толстую деревянную подкладку под бронеплиты, без которой корпус очень сильно повреждался бы от ударного воздействия снарядов.
Часто указывается, что сплошные ядра едва ли не отскакивали от толстых бортов линейных кораблей, но в реальности это было не совсем так. Англичанин Дуглас в своём труде по морской артиллерии (H. Douglas, A Treatise on Naval Gunnery) даёт следующую формулу для определения толщины пробивания дубового борта сплошным ядром:
{\displaystyle T=4.612\times r\times d\times \log \left(1+{\frac {v^{2}}{1076696}}\right)}
где T — глубина проникновения ядра в футах, r — радиус ядра в футах, d — плотность материала ядра относительно воды (плотность воды за 1), v — скорость ядра в момент удара о борт в футах в секунду.
На дистанциях до 30 ярдов (~27 м) даже небольшого калибра 18-фунтовое ядро пробивало 32 дюйма дуба, то есть, почти метр — на таком расстоянии (по сути, стрельба в упор) и самый толстый борт не был в состоянии устоять под огнём противника. На 100 ярдах (~91,44 м) 24-фунтовое (среднего калибра) ядро пробивало толщу дуба в 5 футов 2 дюйма (~1,57 м) и разбивало стоявшие за ней лафеты орудий. Но уже на 300 ярдах (~274,3 м) даже тяжёлое ядро калибром 32 фунта пробивало лишь 4 дюйма дубовой обшивки, застревая в её толще. Таким образом, эффективное поражение крупного деревянного корабля сплошными ядрами было вполне возможно, но лишь с небольшой дистанции — до 100—150 м, — сравнимой с размерами самих кораблей. Это задавало очень малые дистанции боя, много меньше эффективной дальности стрельбы даже из тогдашних, весьма примитивных, гладкоствольных орудий.
В некоторых случаях артиллерия могла поражать линейные корабли на расстоянии до 2000 метров. Например, во время морской обороны Севастополя 5 октября 1854 года русская береговая артиллерия вела длительную перестрелку с союзной эскадрой, состоящей из 30 линейных кораблей и пароходов. Дальность действия огня артиллерии составляла от 1000 до 1600 метров. В ходе перестрелки большая часть линейных кораблей союзников получили серьезные повреждения и вышли из боя. На французском линейном корабле «Шарлемань» 3-пудовая бомба пробила все три палубы и разорвала котел в машинном отделении. Стоит сказать, что основная часть русской береговой артиллерии состояла из устаревших 12-36 фунтовых орудий. В данном случае речь идёт об обстреле кораблей артиллерийскими бомбами навесным огнем с попаданиями в заведомо тонкую и уязвимую палубу, что не имеет никакого отношения к приведенным выше данным о пробитии борта сплошными ядрами при стрельбе прямой наводкой по настильной траектории. Сам по себе навесной огонь на такой дистанции мог использоваться только против неподвижных кораблей, что и соответствует описанной ситуации перестрелки со стационарной береговой артиллерией, но не является типичной картиной морского боя.
Положение деревянных линейных кораблей в качестве основной силы на море пошатнулось вследствие развития артиллерии, тесно связанного с общим прогрессом технологий (в частности судостроительных). Широко применявшиеся со второй четверти XIX века тяжёлые бомбические орудия, стрелявшие начинёнными порохом артиллерийскими бомбами калибром до 68 фунтов, даже с дистанции в 6,25 кабельтовых (более 1 км) легко разрушали ударной волной взрыва снарядов любой деревянный борт, нанося корпусу корабля очень тяжелые повреждения и вызывая пожары. Если ранее артиллерия главным образом поражала экипаж корабля и рангоут, не представляя для крупного деревянного корпуса существенной угрозы, то бомбические орудия позволяли поражать корпуса деревянных кораблей с высокой эффективностью, пуская линейный корабль на дно несколькими десятками удачных попаданий, что для моряков того времени стало настоящим шоком, хотя и не привело к немедленному отказу от деревянных кораблей.
Окончательно же положило конец безбронному деревянному военному флоту распространение паровой тяги, необходимость которой на полноценном современном боевом корабле была в полной мере осознана в ходе Крымской кампании. Однако единственное удачное попадание в машинное отделение корабля-парохода самым обычным ядром с лёгкостью могло вывести его из строя, обездвижить, полностью лишив его возможности продолжать участвовать в бою. Именно после этого встал на повестку дня вопрос о защите кораблей металлической бронёй.

### Линейные корабли в России

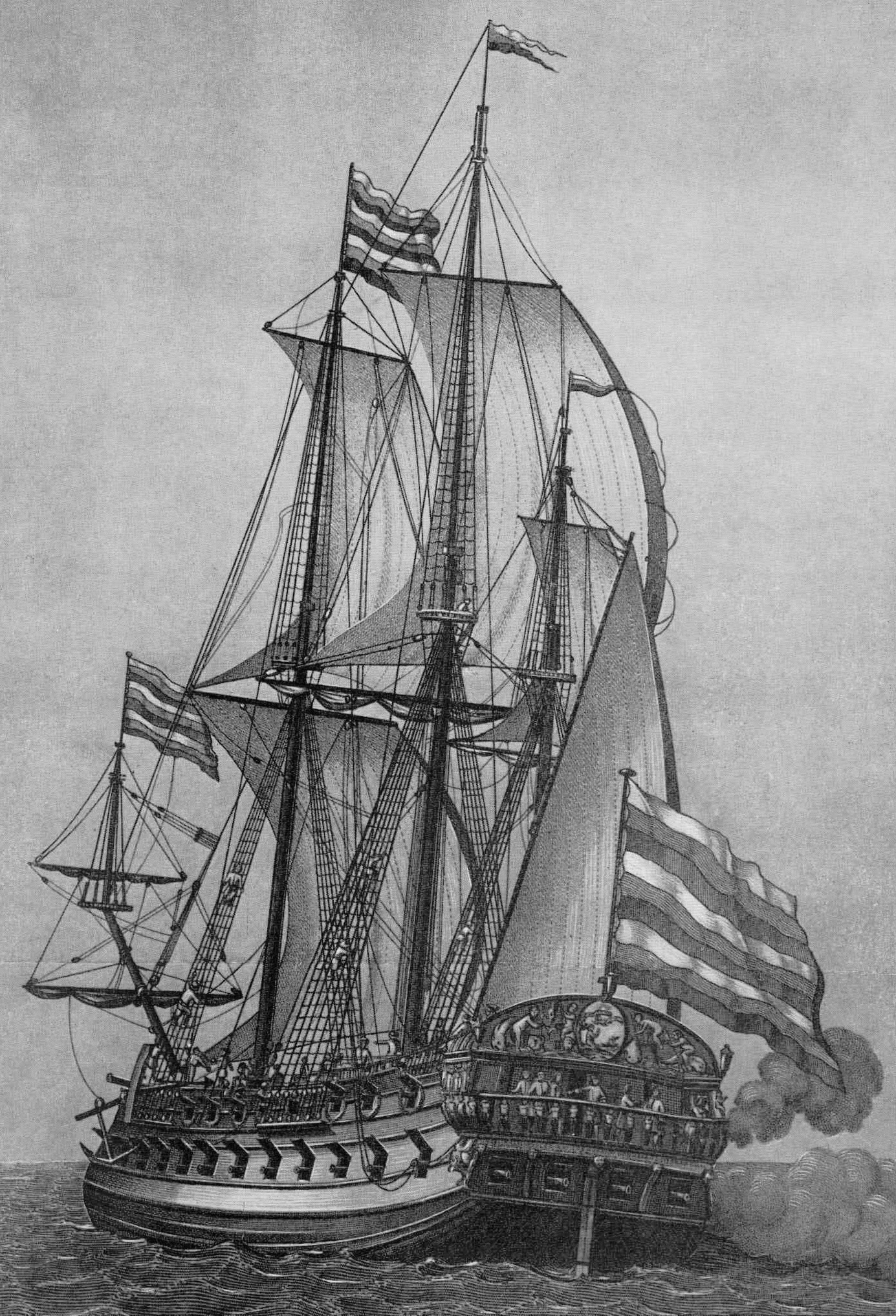
Гравюра Адриана Шхонебека с изображением «Гото Предестинации»

В России до Петра I не существовало линейных кораблей, ранее построенные корабли западного образца «Орел» и «Фредерик» были фрегатом и галерой соответственно. Первым российским линейным кораблём стал «Гото Предестинация». Уже в 1722 году в составе российского флота насчитывалось 36 линейных кораблей. Будучи первоначально копиями западных образцов, уже к концу правления Петра I русские корабли получили собственные отличительные черты. Так, они были короче и имели меньшую осадку в ущерб мореходности, но лучше подходили сначала к условиям Азовского моря, а потом и к условиям Балтики. В проектировании и постройке кораблей принимал участие сам император.

## Корабельные ранги
Необходимо помнить, что ранговая система за свою историю претерпела значительные изменения. С усовершенствованием кораблей и ростом их водоизмещения и числа корабельных орудий требования к минимальному вооружению корабля для каждого ранга повышались.
Ещё в 1604 году в английском флоте было введено деление военных кораблей на группы (Ranks) в зависимости от минимальной численности личного состава, необходимой для выхода в море, согласно которому выделялись:
- Royal ships
- Great ships
- Middling ships
- Small ships

В годы правления Карла I тем же самым категориям были присвоены цифровые обозначения — от I до IV, а впоследствии вместо термина Rank стали использовать слово Rate. Также IV ранг был разбит на три — IV, V и VI.

### Корабль 1 ранга
Самый крупный из линейных кораблей. В разное время и в разных флотах к нему относились корабли от 60 до 130 орудий. Ряд его представителей (HMS Victory, USS Pennsylvania, Santisima Trinidad, Двенадцать Апостолов) и некоторые поздние линейные корабли имели четыре дека.

### Корабль 2 ранга
Двухдечный, в XVIII веке трёхдечный линейный корабль. В разное время и в разных флотах к нему относились корабли от 40 до 98 орудий.

### Корабль 3 ранга
Двухдечный линейный корабль. В разное время и в разных флотах к нему относились корабли от 30 до 84 орудий.

### Корабль 4 ранга
Двухдечный корабль. В разное время и в разных флотах к нему относились корабли от 20 до 60 орудий включительно.
Корабли остальных рангов были слишком слабыми, чтобы сражаться в линии баталии, поэтому линейными считались не всегда, сюда же относились большие фрегаты. Остальные фрегаты, шлюпы и тому подобные лёгкие вооружённые суда относились к 5 и 6 рангам.
После появления бомбических орудий, а тем более — брони, количество орудий перестало определять боевые возможности и, в частности, огневую мощь корабля, и применение старой классификации к новым боевым единицам часто приводило к комичным ситуациям. Например, первый английский броненосец — «Уорриор» («Воитель») — попал лишь в 4-й ранг по числу орудий, и лишь благодаря большой численности экипажа его перевели в 3-й. Естественно, уже тогда было вполне очевидно, что его мощь намного превосходила любые современные ему ранее построенные корабли первого ранга.

## Англо-голландские войны
Англо-голландские войны относятся к «переходному» периоду в развитии военно-морской тактики. Многие битвы происходили при отсутствии какого либо определённого строя и имели вид поединков между отдельными кораблями. Напротив, в сражении при Габбарде (1653 год) использовалась линейная тактика.

## Война Аугсбургской лиги
В сражении при Бичи-Хед (1690 год) линия баталии англо-голландского флота состояла из 56 линейных кораблей, французского — из 84. По масштабу это сражение намного превосходило произошедшую 115 годами позже знаменитую Трафальгарскую битву, в которой сошлось лишь 60 кораблей всех сторон.

## Семилетняя война
В XVIII веке облик линейных кораблей устоялся и наибольшую роль стал играть опыт экипажей. Здесь лидировала Англия, не только имевшая самый большой флот, но и постоянно державшая его в море, что обеспечило английским морякам отличную выучку.
Именно этот фактор и стал решающим в установлении английского морского господства в Атлантике в ходе Семилетней войны, когда укомплектованный технически более совершенными кораблями
французский флот проигрывал схватки более опытным английским морякам, что привело к потере французами колоний в Вест-Индии и Канаде. После этого Англия по праву носила титул владычицы морей, поддерживая его т. н. «двойным стандартом», то есть поддерживая такую численность флота, которая позволяла противодействовать двум следующим по силе флотам мира.

## Наполеоновские войны
На этот раз Россия и Англия союзники. Соответственно, Наполеоновской Франции противостоят сразу две сильнейшие в то время морские державы. И если Русско-австрийская армия потерпела поражение при Аустерлице, то на море британский и русский флоты, наоборот, одерживали одну победу за другой. В частности английский под командованием адмирала Нельсона наголову разбил франко-испанский флот при Трафальгаре, а русский флот под командования адмирала Ушакова впервые за всю историю военных флотов захватил крепость Корфу штурмом с моря при непосредственном участии боевых кораблей флота. (До этого практически всегда военно-морскую крепость штурмовал только высаживаемый флотом штурмовой десант, тогда как корабли флота в атаке на крепость не участвовали, а только блокировали крепость с моря.)

## Закат парусных линейных кораблей

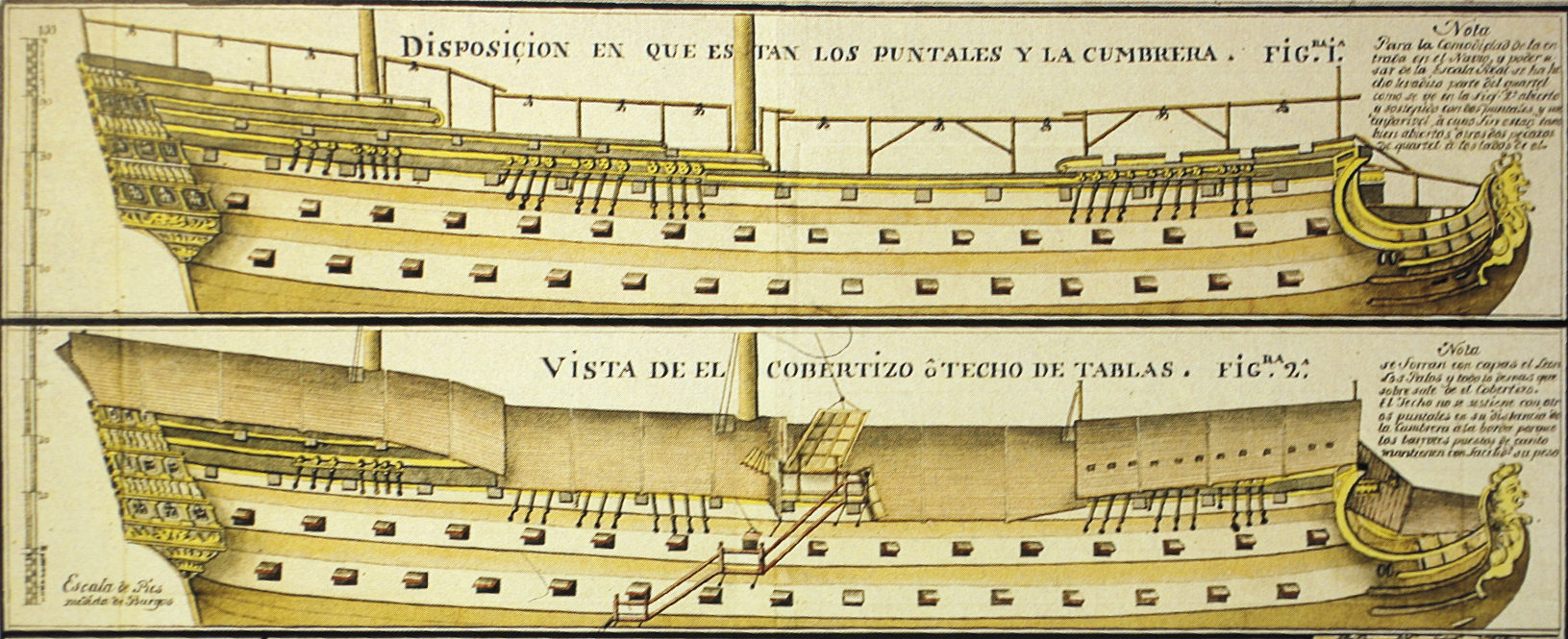
Четырёхпалубный линейный корабль «Сантисима-Тринидад» (Испания).

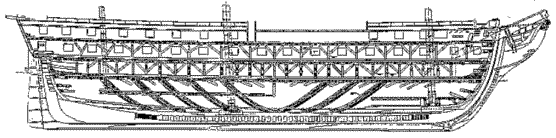
Чертёж корпуса корабля (фрегат USS Constitution после реконструкции начала XIX века) с показанными ридерсами (diagonal riders). Чаще ридерсы располагались крест накрест и образовывали ряд треугольных ферм.

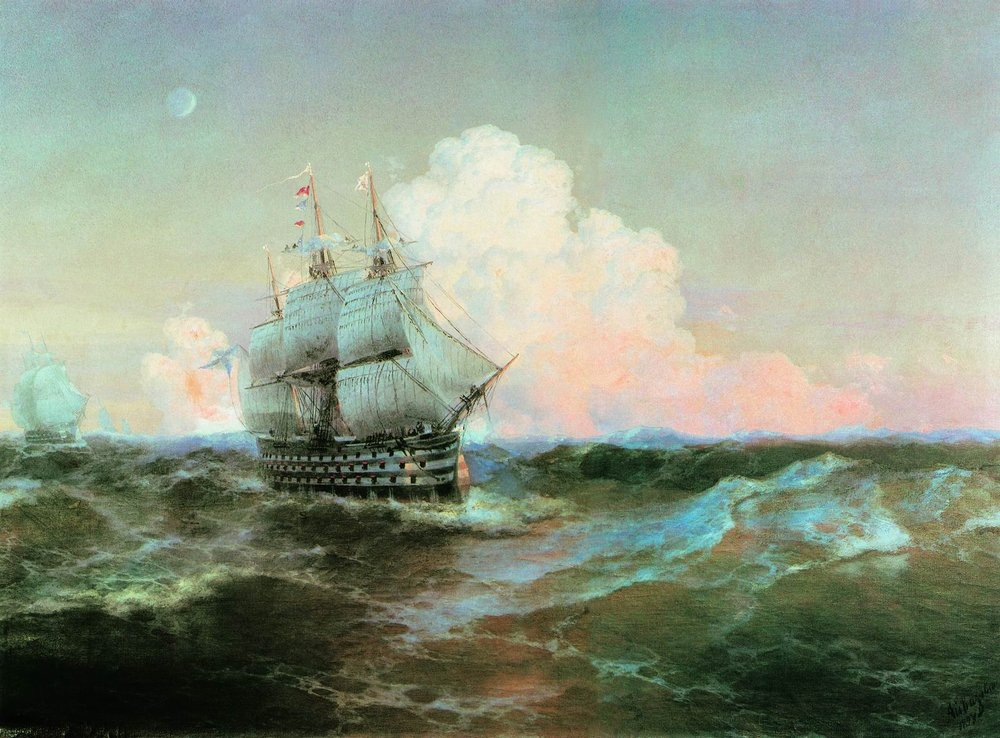
Парусный линейный корабль «Двенадцать апостолов» (1841). Худ. И. К. Айвазовский, 1897 г.

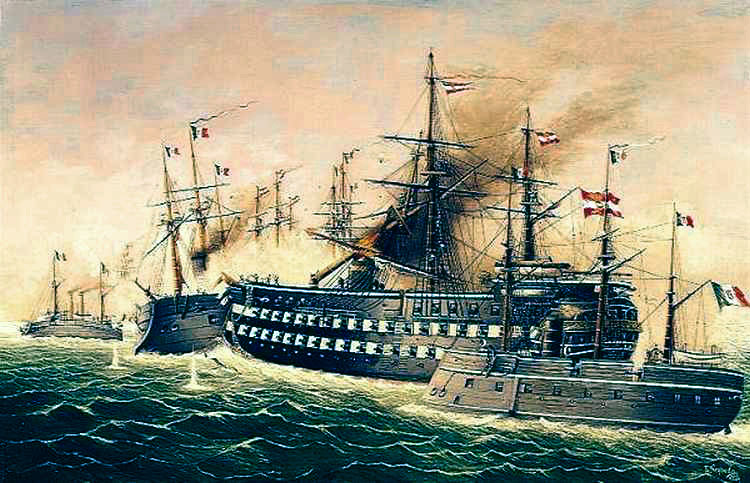
Деревянный линейный корабль «Кайзер» при Лиссе не только пережил интенсивный обстрел бомбами, но и протаранил итальянский броненосец, впрочем, без особого эффекта.

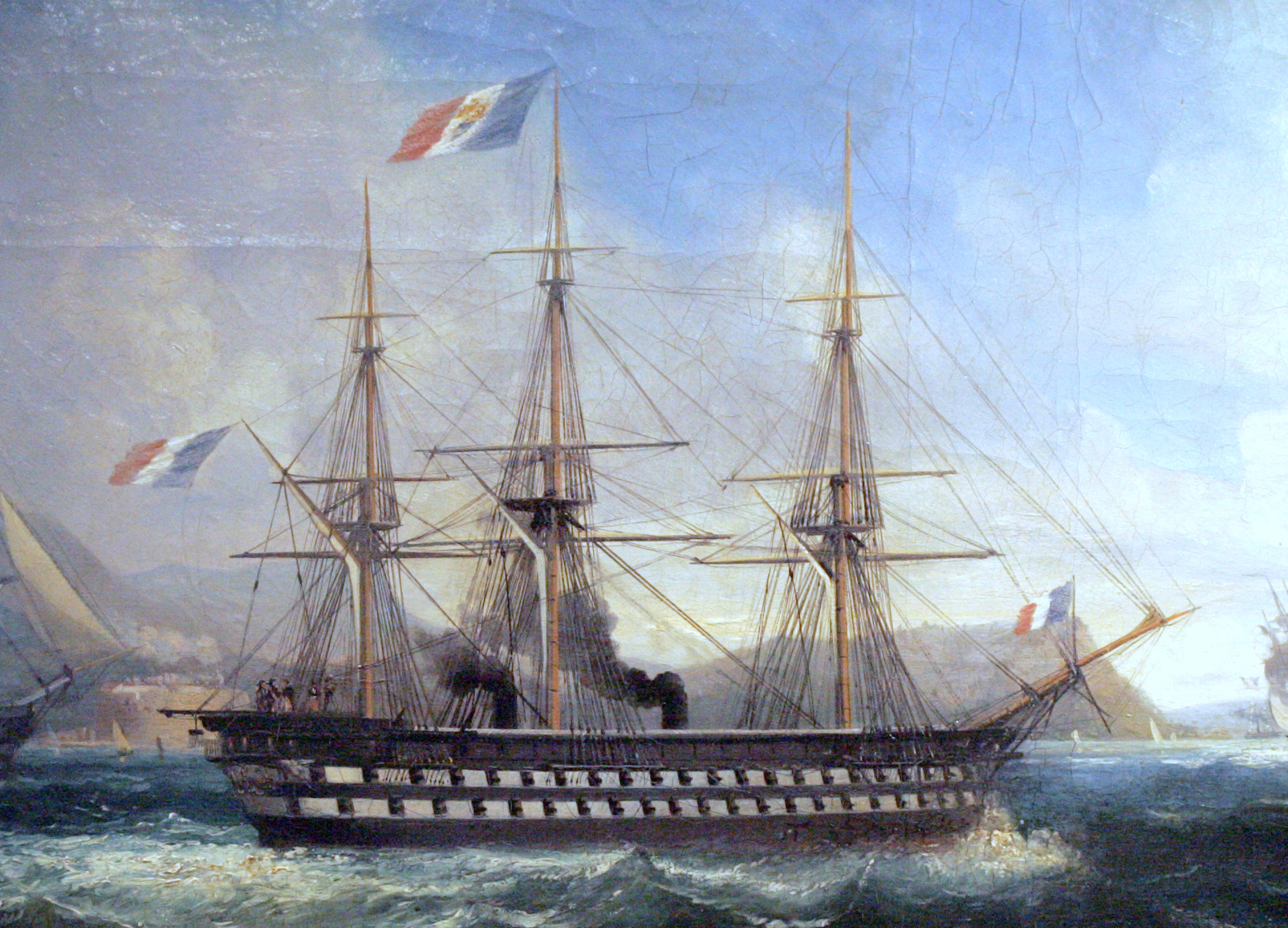
Парусно-паровой линейный корабль «Наполеон» (1850)

Между концом XVIII и серединой XIX века развитие линейных кораблей шло практически исключительно по экстенсивному пути: корабли становились больше и несли большее количество более тяжёлых орудий, но их конструкция и боевые качества менялись крайне незначительно, по сути уже достигнув возможного при имевшемся уровне техники совершенства. Основные новшества в этот период заключались в повышении уровня стандартизации и улучшении отдельных элементов конструкции корпуса, а также — всё более широком внедрении железа как конструкционного материала.
Так, в 1806 году Робертом Сеппингсом вместо традиционной транцевой (плоской) была предложена более прочная эллиптическая корма, широко внедрённая им во время пребывания на посту сюрвейера Королевского флота в 1813—1821 годах. По его же предложению форштевень и обшивку носа, ранее доходившие по высоте только до средней палубы, стали доводить до верхней, что обеспечило дополнительную защиту от ядер при продольном огне. Также с 1810-х годов деревянные детали начали соединять железными угольниками, медными болтами и шпильками, палубные бимсы — крепить к шпангоутам железными кницами вместо деревянных. На шпангоуты набора стали накладывать деревянные диагональные усилители (пример) — ридерсы (diagonal riders) и раскосины. Между часто расположенными шпангоутами набора в районе днища стали на всём протяжении длины корпуса забивать деревянные бруски — чаки (заделывание шпаций в трюме), в результате чего вся подводная часть корабля превращалась по сути в деревянный монолит.
В 1821 году систему набора Сеппингса в британском флоте сменила ещё более совершенная система Саймондса, в которой, в частности, вместо деревянных ридерсов и раскосин применялись железные, в виде наложенных на шпангоуты пересекающихся друг с другом крест-накрест полос железа, образовывавших ряд прочных треугольных ферм. Такая конструкция была прочнее сеппингсовской, и при этом легче.
В 1820-х годах англичане стали использовать для защиты набора от гнили каменноугольную смолу, — побочный продукт производства кокса, нашедшего широкое применение в металлургии. Продолжалось распространение на океанских кораблях медной обшивки подводной части корпуса, предохраняющей её от обрастания.
Все эти частные улучшения, не меняя кардинально конструкцию и не влияя непосредственно на боевые качества, позволили существенно увеличить размеры кораблей, улучшить пропорции и удлинить сроки их службы.
Между тем, к середине XIX века парусные линейные корабли стали постепенно сдавать свои позиции в качестве основной боевой силы флотов, к чему привели два независимых друг от друга процесса (в равной степени завязанных на общий технический прогресс) — совершенствование корабельной артиллерии и внедрение на флоте парового двигателя.
Если колёсные пароходофрегаты были ещё сравнительно слабыми боевыми единицами, то появление и распространение в 1840-х годах году винтового движителя, а также надёжных и относительно мощных новых паровых машин привело к тому, что парусные линейные корабли оказались в чрезвычайно уязвимом положении: независящий от ветра паровой корабль, даже более низкого класса, мог с лёгкостью держаться с носа или кормы парусного оппонента, обратив всю мощь своей бортовой батареи против его немногочисленных погонных или ретирадных орудий. Пароходы также значительно лучше маневрировали в условиях ограниченной акватории и могли, почти не теряя скорости, идти против ветра, что для парусника было невозможно.
В 1822 году французским артиллеристом Пексаном был предложен новый тип артиллерийского орудия — бомбическое. Это была крупнокалиберная пушка с относительно коротким стволом, способная стрелять разрывными снарядами — артиллерийскими бомбами — по настильной траектории. Артиллерийские бомбы и раньше применялись в морском деле, но стреляли ими из гаубиц по навесной траектории, и добиться уверенных попаданий из которых по движущемуся кораблю было практически невозможно. Стрельба разрывными снарядами из обычных орудий также была малоэффективна, — из-за небольшого калибра их сравнительно лёгким снарядам не хватало кинетической энергии для того, чтобы проломить толстые доски борта. Кроме того, долгое время не существовало удобных и надёжно работающих взрывателей. Орудие Пексана же стреляло тяжёлыми бомбами, способными проломить обшивку и взорваться внутри деревянных конструкций корабля, что позволяло огнём с дистанции 1000—1500 метров потопить вражеский корабль всего 20-25 удачными попаданиями.
Для сравнения, при стрельбе ядрами поражались в основном рангоут и экипаж, так что для вывода из строя крупного корабля требовалось огромное количество — сотни и даже тысячи — попаданий, чего обычно удавалось достигнуть лишь сконцентрировав против одной цели огонь нескольких равных ей кораблей. В результате морские сражения носили затяжной и зачастую нерешительный характер. Появление бомбических орудий изменило эту ситуацию самым радикальным образом, так как их снаряды были первым за очень долгое время типом боеприпаса, позволившим эффективно поражать не экипаж, а сам корпус корабля противника, сравнительно быстро добиваясь его выхода его из строя и даже потопления. По сути речь идёт о революции в военном деле, сравнимой с переходом от абордажа к артиллерийскому бою на рубеже XVI—XVII веков, так что возникшее среди военных моряков тех лет вследствие первых опытов удачного боевого применения бомбических орудий шоковое состояние не вызывает удивления.
Впоследствии такое соотношение сил между защитой и нападением сохранялось: за исключением сравнительно коротких периодов «победы брони над снарядом», современная на данный момент времени артиллерия на определённой дистанции вполне эффективно поражала корпус корабля и была способна пустить его на дно сравнительно небольшим числом попаданий. Однако возникшее под впечатлением от первого боевого применения этого оружия явно преувеличенное впечатление о боевой эффективности артиллерийских бомб против деревянных кораблей передалось военным историкам и повторяется зачастую вплоть до настоящего времени. На деле, крупные деревянные корабли вполне переживали обстрел из бомбических орудий — например, в битве при Лиссе австрийский деревянный линейный корабль SMS Kaiser выдержал весьма интенсивный обстрел бомбами с предельно малой дистанции и при этом не только не был потоплен, но, хотя и понёс огромные потери в экипаже и полностью лишился рангоута, после боя своим ходом дошёл до места базирования (и впоследствии был перестроен в панцирный броненосец).
Орудия Пексана были приняты на вооружение в конце 1830-х годов, и их появление стало одной из причин схода со сцены больших линейных кораблей: так как из-за значительного веса тяжелых бомбических пушек их можно было безопасно устанавливать только на нижней орудийной палубе линейного корабля, то реальная разница в огневой мощи между многопалубным линейным кораблем и фрегатом с единственной закрытой батарейной палубой практически стерлась. В плане живучести линейный корабль и фрегат были в равной степени уязвимы для бомб, при этом фрегат мог за счет лучших обводов развивать большую скорость и стоил существенно дешевле, высокий корпус же линейного корабля был очень удобной мишенью для комендоров противника. Наступила эпоха огромных фрегатов с тяжёлой артиллерией: первыми начали их строить американцы, но наиболее крупными были британские типа Mersey — Orlando. Все они уже имели паровые машины и винтовой движитель. Считалось, что в бою эти корабли будут держаться от противника на наибольшей возможной дистанции, что должно было снизить их уязвимость за счёт меньшего числа попаданий — при этом их дальнобойная и точная артиллерия позволяла на этой дистанции «достать» хуже вооружённого противника, а высокая скорость — диктовать дистанцию боя и держать цель на выгодных курсовых углах.
При этом сильнейшие морские державы — Британия, Франция и, в меньшей степени, Россия — все ещё продолжали (в значительной степени по инерции) строительство крупных деревянных линейных кораблей. Ещё с 1840-х годов на парусные линейные корабли начали устанавливать паровые машины — поначалу маломощные, только для облегчения маневрирования, но затем все более и более сильные. В 1850 году Франция совершила следующий шаг в развитии своего линейного флота, построив 90-пушечный винтовой линейный корабль «Наполеон», специально спроектированный Дюпюи де Ломом в качестве парового корабля. Это был первый боевой корабль, рассчитанный преимущественно на движение под паром, и при этом способный развивать очень хороший по меркам тех лет ход в 12 узлов. «Наполеон» был создан с расчетом на максимальную реализацию преимуществ, создаваемых использованием паровой двигательной установки: за счет скорости и независимости от ветра он всегда мог уйти от сосредоточенной атаки парусных кораблей, а за счет маневренности — атаковать их с уязвимых носа и кормы.
Последний бой парусных флотов и одновременно первый бой с массовым применением бомбических орудий состоялся 18 (30) ноября 1853 года между Россией и Турцией в Синопской бухте на Чёрном море и окончился победой русской эскадры. Однако в дальнейшем течении Крымской войны русский Черноморский флот, имевший 14 парусных линейных кораблей, один паровой винтовой фрегат и 6 устаревших колёсных пароходофрегатов, не смог противостоять англо-французской эскадре, в составе которой имелось несколько винтовых линейных кораблей (включая «Наполеон»), винтовых фрегатов и множество вспомогательных пароходов. Отставая в промышленном плане, Российская Империя не имела не только значительных количеств готовых винтовых линейных кораблей и фрегатов, но и возможности оперативно наладить их строительство, тем более, что до войны основным поставщиком паровых кораблей и двигателей для русского флота были те же англичане. Союзники же, быстро осознав стратегические и тактические преимущества пара, реализовали их в полной мере: если в 1853—1854 союзные эскадры на Балтике и в Чёрном Море состояли как из винтовых, так и из парусных линейных кораблей, то в кампании 1855 года парусные линейные корабли англичан и французов уже почти не участвовали, а если и шли в бой — то как правило на буксире у пароходов, по сути в качестве плавучих батарей.
Крымская война позволила окончательно подтвердить уже сделанные к тому времени выводы: во-первых — критическую уязвимость деревянных кораблей для бомбических орудий, во-вторых — абсолютную необходимость иметь на полноценном боевом корабле паровой двигатель. И если с уязвимостью деревянного корпуса для бомб ещё как-то можно было смириться, надеясь на то, что более тяжёлые и дальнобойные орудия, хороший ход и выучка экипажа позволят «переиграть» противника и отправить его на дно раньше, чем тот успеет нанести серьёзные повреждения в ответ — то наличие на небронированном корабле паровой машины делало его крайне уязвимым. Единственное удачное попадание обычного ядра в котельное или машинное отделение было способно вывести его из строя на весь оставшийся бой. Выходом из сложившегося положения была предложенная ещё задолго до того защита корабля броней из железных плит, причём при её выработке ориентировались не на защиту исключительно от бомб (для чего было бы достаточно сравнительно тонких железных листов), а именно на прикрытие котлов, машин и, в меньшей степени, артиллерии от обычных ядер.
В 1855 году Франция построила и успешно применила против русской крепости Кинбурн первые броненосные плавучие батареи — медлительные и немореходные, но неуязвимые для снарядов. Успех этого эксперимента — особенно на фоне тех тяжелых повреждений, которые до этого получали в аналогичных атаках деревянные линейные корабли — привели к тому, что Франция в 1857 году полностью прекратила постройку деревянных линейных кораблей, сосредоточившись на создании защищенных броней фрегатов — «броненосцев». Несколько позднее к аналогичному решению пришли и англичане. Оставшиеся в составе флотов винтовые деревянные линейные корабли, многие из которых были новейшей постройки, либо переделывались в броненосцы, для чего с них срезались верхние палубы, а на борта устанавливались железные плиты, либо выводились из состава флота и служили в качестве плавучих складов, казарм или учебных кораблей. Последние деревянные винтовые линейные корабли были выведены из состава британского флота в начале 1870-х годов.